# A Budapest Honvéd FC 2009–2010-es szezonja
A Budapest Honvéd FC 2009–2010-es szezonja szócikk a Budapest Honvéd FC első számú férfi labdarúgócsapatának egy idényéről szól, mely sorozatban a 6., összességében pedig a 99. idénye a csapatnak a magyar első osztályban. A klub fennállásának ekkor volt a 100. évfordulója.

## Mérkőzések
| Színmagyarázat | Színmagyarázat |
| -------------- | -------------- |
|                | Győzelem.      |
|                | Döntetlen.     |
|                | Vereség.       |

### Soproni Liga 2009–10

#### Őszi fordulók
| 1. forduló 2009. július 25. 17:30 |

| Budapest Honvéd                            | 3 – 1               | Kaposvári Rákóczi                                             |
| ------------------------------------------ | ------------------- | ------------------------------------------------------------- |
| Hajdú 47' Abraham 66' Hrepka 78' Diego 85' | (0 – 0) Jegyzőkönyv | Farkas K. 83' Farkas Z. 47' Grúz 49′ Kovácsevics 64' Pest 70′ |

| Bozsik József Stadion, Budapest Nézőszám: 1 500 Játékvezető: Takács János (magyar) |

| 2. forduló 2009. augusztus 2. 20:00 |

| MTK Budapest                                             | 2 – 1               | Budapest Honvéd           |
| -------------------------------------------------------- | ------------------- | ------------------------- |
| Molnár 6' Lencse 22' Zsidai 28' Gosztonyi 32' Vadnai 61' | (2 – 1) Jegyzőkönyv | Hajdú 10' Debreceni 90+1' |

| Hidegkuti Nándor Stadion, Budapest Nézőszám: 1 500 Játékvezető: Iványi Zoltán (magyar) |

| 3. forduló 2009. november 20. 19:00 |

| Budapest Honvéd                                | 1 – 2               | Debreceni VSC                                                         |
| ---------------------------------------------- | ------------------- | --------------------------------------------------------------------- |
| Abraham 68' Vukmir 60' Angoua 77' Palásthy 83' | (0 – 0) Jegyzőkönyv | Leandro 76' 67' Rudolf 90+1' Omagbemi 42' Bernáth 70' Czvitkovics 84' |

| Bozsik József Stadion, Budapest Nézőszám: 1 000 Játékvezető: Vad II. István (magyar) |

- Elhalasztott mérkőzés.

| 4. forduló 2009. augusztus 15. 17:30 |

| Videoton                                                      | 2 – 0               | Budapest Honvéd                            |
| ------------------------------------------------------------- | ------------------- | ------------------------------------------ |
| André Alves 25' (11-esből) Présinger Á. 66' Milanović, D. 27' | (1 – 0) Jegyzőkönyv | Benjamin 24' Zsolnai R. 71' Macko 50′, 85′ |

| Sóstói Stadion, Székesfehérvár Nézőszám: 3 000 Játékvezető: Fábián Mihály (magyar) Asszisztensek: Ortó Gyula Demeter János |

| 5. forduló 2009. augusztus 23. 17:30 |

| Budapest Honvéd                    | 1 – 1               | Újpest                         |
| ---------------------------------- | ------------------- | ------------------------------ |
| Hrepka 82' Debreceni 34' Hajdú 63' | (0 – 1) Jegyzőkönyv | Foxi 30' Pollák 40' Vermes 73' |

| Bozsik József Stadion, Budapest Nézőszám: 2 000 Játékvezető: Arany Tamás (magyar) |

| 6. forduló 2009. augusztus 30. 20:00 |

| Győri ETO                                 | 2 – 0               | Budapest Honvéd                                           |
| ----------------------------------------- | ------------------- | --------------------------------------------------------- |
| Kink 18' Đorđević 27' Linas 15' Babić 65' | (2 – 0) Jegyzőkönyv | Horváth 20' Botis 32' Pastva 38' Benjamin 44' Moreira 79' |

| ETO Park, Győr Nézőszám: 2 500 Játékvezető: Bede Ferenc (magyar) |

| 7. forduló 2009. szeptember 12. 19:00 |

| Budapest Honvéd                               | 0 – 1               | Kecskeméti TE             |
| --------------------------------------------- | ------------------- | ------------------------- |
| Pastva 17' Angoua 34' Botis 69' Debreceni 81' | (0 – 0) Jegyzőkönyv | Savić 70' Alempijević 78' |

| Bozsik József Stadion, Budapest Nézőszám: 1 200 Játékvezető: Kassai Viktor (magyar) |

| 8. forduló 2009. szeptember 19. 19:00 |

| Diósgyőr                            | 1 – 2               | Budapest Honvéd                                                         |
| ----------------------------------- | ------------------- | ----------------------------------------------------------------------- |
| Miličić 90+2' Gohér 31' Horváth 53' | (0 – 1) Jegyzőkönyv | Hrepka 7' 84' Macko 66' (11-esből) Debreceni 21' Benjamin 65' Hajdú 90' |

| DVTK-stadion, Miskolc Nézőszám: 4 000 Játékvezető: Szilasi Szabolcs (magyar) |

| 9. forduló 2009. szeptember 26. 19:00 |

| Budapest Honvéd               | 1 – 3               | Lombard Pápa                                                |
| ----------------------------- | ------------------- | ----------------------------------------------------------- |
| Hajdú 89' Macko 52' Botis 57' | (0 – 1) Jegyzőkönyv | Bárányos 16' Orosz 48' 81' Farkas 10' Gyömbér 69' Béres 88' |

| Bozsik József Stadion, Budapest Nézőszám: 2 000 Játékvezető: Veizer Roland (magyar) |

| 10. forduló 2009. október 2. 19:00 |

| Budapest Honvéd                                                   | 3 – 3               | Vasas                                                                        |
| ----------------------------------------------------------------- | ------------------- | ---------------------------------------------------------------------------- |
| Cséke 9' Bajner 18' 90+2′ Hrepka 28' Macko 52' Diego 56' Nagy 58' | (3 – 1) Jegyzőkönyv | Lázok 6' 57' (11-esből) 71' 88' Mrđanin 7' Balog 24' Divić 43' Pavičević 90' |

| Bozsik József Stadion, Budapest Nézőszám: 2 000 Játékvezető: Andó-Szabó Sándor (magyar) |

| 11. forduló 2009. október 17. 18:00 |

| Haladás                      | 2 – 2               | Budapest Honvéd                               |
| ---------------------------- | ------------------- | --------------------------------------------- |
| Oross 5' Simon 47' Rajos 68' | (1 – 1) Jegyzőkönyv | Botis 16' Hrepka 82' 37' Hidi 60' Macko 90+1' |

| Rohonci úti stadion, Szombathely Nézőszám: 3 500 Játékvezető: Szilasi Szabolcs (magyar) |

| 12. forduló 2009. október 23. 19:00 |

| Budapest Honvéd       | 0 – 1               | Zalaegerszegi TE          |
| --------------------- | ------------------- | ------------------------- |
| Bajner 37' Angoua 65' | (0 – 0) Jegyzőkönyv | Magasföldi 73' Kamber 49' |

| Bozsik József Stadion, Budapest Nézőszám: 1 100 Játékvezető: Berger József (magyar) |

| 13. forduló 2009. október 31. 17:00 |

| Nyíregyháza Spartacus | 0 – 1               | Budapest Honvéd                          |
| --------------------- | ------------------- | ---------------------------------------- |
| Goia 27'              | (0 – 1) Jegyzőkönyv | Nagy 9' Hrepka 20' Moreira 82′ Macko 90' |

| Nyíregyháza Városi Stadion, Nyíregyháza Nézőszám: 2 500 Játékvezető: Vad II. István (magyar) |

| 14. forduló 2009. november 7. 16:00 |

| Budapest Honvéd                  | 1 – 1               | Paksi FC                              |
| -------------------------------- | ------------------- | ------------------------------------- |
| Palásthy 67' Hajdú 45' Macko 47' | (0 – 1) Jegyzőkönyv | Kiss 20' Böde 44' Gévay 48' Szabó 80' |

| Bozsik József Stadion, Budapest Nézőszám: 1 500 Játékvezető: Bede Ferenc (magyar) |

| 15. forduló 2009. november 13. 19:00 |

| Ferencváros                          | 0 – 0               | Budapest Honvéd                 |
| ------------------------------------ | ------------------- | ------------------------------- |
| Morrison 23' Kulcsár 61' Lipcsei 72' | (0 – 0) Jegyzőkönyv | Horváth 48' Nagy 59' Vukmir 88' |

| Albert Flórián Stadion, Budapest Nézőszám: 0 Játékvezető: Solymosi Péter (magyar) |

- A mérkőzést a Magyar Labdarúgó-szövetség (MLSZ) döntésének értelmében zárt kapuk mögött rendezték.

#### Tavaszi fordulók
| 16. forduló 2010. február 27. 14:00 |

| Kaposvári Rákóczi                       | 1 – 0               | Budapest Honvéd                                           |
| --------------------------------------- | ------------------- | --------------------------------------------------------- |
| Oláh 61' Stanić 40' Pest 43' Maróti 89′ | (0 – 0) Jegyzőkönyv | Botis 11' Diego 42′ Palásthy 43' Debreceni 72' Takács 88' |

| Rákóczi Stadion, Kaposvár Nézőszám: 2 000 Játékvezető: Németh Ádám (magyar) |

| 17. forduló 2010. március 6. 14:00 |

| Budapest Honvéd                                    | 4 – 1               | MTK Budapest                                               |
| -------------------------------------------------- | ------------------- | ---------------------------------------------------------- |
| Abass 9' Botis 36' Vaccaro 46' Coira 74' Macko 19' | (2 – 1) Jegyzőkönyv | Lázok 12' (11-esből) Vadnai 49' Zsidai 62' Rodenbücher 81' |

| Bozsik József Stadion, Budapest Nézőszám: 1 000 Játékvezető: Bognár Tamás (magyar) |

| 18. forduló 2010. március 13. 17:30 |

| Debreceni VSC                            | 2 – 1               | Budapest Honvéd        |
| ---------------------------------------- | ------------------- | ---------------------- |
| Feczesin 2' Coulibaly 72' 72' Laczkó 68' | (1 – 1) Jegyzőkönyv | Abraham 24' Cuerda 79' |

| Oláh Gábor utcai stadion, Debrecen Nézőszám: 4 500 Játékvezető: Andó-Szabó Sándor (magyar) |

| 19. forduló 2010. március 20. 15:00 |

| Budapest Honvéd | 0 – 0               | Videoton                  |
| --------------- | ------------------- | ------------------------- |
| Abraham 38'     | (0 – 0) Jegyzőkönyv | Elek Á. 35' Lipták Z. 72' |

| Bozsik József Stadion, Budapest Nézőszám: 1 500 Játékvezető: Szabó Zsolt (magyar) Asszisztensek: Kispál Róbert Kelemen Attila |

| 20. forduló 2010. március 27. 15:00 |

| Újpest                              | 0 – 1               | Budapest Honvéd                              |
| ----------------------------------- | ------------------- | -------------------------------------------- |
| Millar 58' Korcsmár 70' Vaskó 90+2' | (0 – 0) Jegyzőkönyv | Diego 51' Debreceni 14' Abraham 53' Nagy 66' |

| Szusza Ferenc Stadion, Budapest Nézőszám: 3 247 Játékvezető: Veizer Roland (magyar) |

| 21. forduló 2010. április 3. 15:00 |

| Budapest Honvéd       | 0 – 0               | Győri ETO            |
| --------------------- | ------------------- | -------------------- |
| Macko 63' Abraham 90' | (0 – 0) Jegyzőkönyv | Babić 87' Kink 90+2' |

| Bozsik József Stadion, Budapest Nézőszám: 2 000 Játékvezető: Bede Ferenc (magyar) |

| 22. forduló 2010. április 10. 16:30 |

| Kecskeméti TE                         | 2 – 2               | Budapest Honvéd                                                 |
| ------------------------------------- | ------------------- | --------------------------------------------------------------- |
| Némedi 69' (11-esből) 69' Montvai 72' | (0 – 1) Jegyzőkönyv | Gyagya 41' (öngól) Vaccaro 84' Bajner 51' Macko 60' Moreira 72' |

| Széktói Stadion, Kecskemét Nézőszám: 2 200 Játékvezető: Solymosi Péter (magyar) |

| 23. forduló 2010. április 17. 16:30 |

| Budapest Honvéd                                                    | 4 – 2               | Diósgyőr                                                  |
| ------------------------------------------------------------------ | ------------------- | --------------------------------------------------------- |
| Abraham 4' Bajner 13' Diego 17' (11-esből) 25' Vukmir 53' Nagy 75' | (4 – 2) Jegyzőkönyv | Bajzát 12' 30' 52' Balajti 23' Vukadinović 68' Jeknić 76' |

| Bozsik József Stadion, Budapest Nézőszám: 2 000 Játékvezető: Kassai Viktor (magyar) |

| 24. forduló 2010. április 24. 17:00 |

| Lombard Pápa                                           | 0 – 3               | Budapest Honvéd                                           |
| ------------------------------------------------------ | ------------------- | --------------------------------------------------------- |
| Bali 14′ Farkas 44' Gyömbér 53' Bárányos 77' Sarus 90' | (0 – 1) Jegyzőkönyv | Abraham 44' Diego 63' Bajner 83' Debreceni 8' Akassou 75' |

| Perutz Stadion, Pápa Nézőszám: 2 500 Játékvezető: Farkas Ádám (magyar) |

| 25. forduló 2010. május 1. 17:30 |

| Vasas                                           | 2 – 2               | Budapest Honvéd      |
| ----------------------------------------------- | ------------------- | -------------------- |
| Bakos 7' ben Únesz 80' Kovács 27' Pavičević 40' | (1 – 2) Jegyzőkönyv | Cuerda 25' Hajdú 28' |

| Illovszky Rudolf Stadion, Budapest Nézőszám: 2 500 Játékvezető: Szabó Zsolt (magyar) |

| 26. forduló 2010. május 5. 18:00 |

| Budapest Honvéd | 0 – 0               | Haladás                           |
| --------------- | ------------------- | --------------------------------- |
| Akassou 32'     | (0 – 0) Jegyzőkönyv | Schimmer 54' Guzmics 61' Tóth 64' |

| Bozsik József Stadion, Budapest Nézőszám: 1 500 Játékvezető: Takács János (magyar) |

| 27. forduló 2010. május 8. 17:30 |

| Zalaegerszegi TE                         | 0 – 1               | Budapest Honvéd                                                           |
| ---------------------------------------- | ------------------- | ------------------------------------------------------------------------- |
| Miljatovič 59' Kovács 85' Kocsárdi 90+2' | (0 – 1) Jegyzőkönyv | Panikvar 13' (öngól) Debreceni 29' Diego 45' Botis 50' Coira 73' Nagy 77' |

| ZTE Aréna, Zalaegerszeg Nézőszám: 2 338 Játékvezető: Bede Ferenc (magyar) |

| 28. forduló 2010. május 15. 18:00 |

| Budapest Honvéd          | 1 – 1               | Nyíregyháza Spartacus              |
| ------------------------ | ------------------- | ---------------------------------- |
| Cuerda 88' Vaccaro 90+1' | (0 – 0) Jegyzőkönyv | Struhár 90' Miskolczi 31' Hurt 53' |

| Bozsik József Stadion, Budapest Nézőszám: 1 000 Játékvezető: Vad II. István (magyar) |

| 29. forduló 2010. május 19. 18:00 |

| Paksi FC                                              | 2 – 1               | Budapest Honvéd                                                        |
| ----------------------------------------------------- | ------------------- | ---------------------------------------------------------------------- |
| Kiss 5' Böde 44' 66' Völgyi 80' Fiola 81' Nikolov 85' | (2 – 0) Jegyzőkönyv | Vaccaro 82' (11-esből) Abass 72' Debreceni 75' Akassou 87' Ianchuk 88' |

| Fehérvári úti stadion, Paks Nézőszám: 1 500 Játékvezető: Kassai Viktor (magyar) |

| 30. forduló 2010. május 22. 17:30 |

| Budapest Honvéd                               | 2 – 0               | Ferencváros                                      |
| --------------------------------------------- | ------------------- | ------------------------------------------------ |
| Coira 51' Vaccaro 79' Moreira 10' Zsolnai 83' | (0 – 0) Jegyzőkönyv | Lipcsei 30' Stockley 51' Csizmadia 53' Balog 87' |

| Bozsik József Stadion, Budapest Nézőszám: 3 000 Játékvezető: Veizer Roland (magyar) |

#### Végeredmény
| #   | Csapat                    | M  | GY | D  | V  | G+ – G– | GK  | P  | Megjegyzések                                   |
| --- | ------------------------- | -- | -- | -- | -- | ------- | --- | -- | ---------------------------------------------- |
| 1.  | Debreceni VSCCV (B, KGY)  | 30 | 20 | 2  | 8  | 63–37   | +26 | 62 | 2010–2011-es Bajnokok Ligája – 2. selejtezőkör |
| 2.  | Videoton (I)              | 30 | 18 | 7  | 5  | 59–31   | +28 | 61 | 2010–2011-es Európa-liga – 2. selejtezőkör     |
| 3.  | Győri ETO (I)             | 30 | 15 | 12 | 3  | 38–18   | +20 | 57 | 2010–2011-es Európa-liga – 1. selejtezőkör     |
| 4.  | Újpest                    | 30 | 17 | 4  | 9  | 49–39   | +10 | 55 |                                                |
| 5.  | Zalaegerszegi TE (I)      | 30 | 15 | 8  | 7  | 59–45   | +14 | 53 | 2010–2011-es Európa-liga – 1. selejtezőkör     |
| 6.  | MTK Budapest              | 30 | 12 | 7  | 11 | 52–41   | +11 | 43 |                                                |
| 7.  | FerencvárosÚ              | 30 | 10 | 11 | 9  | 34–35   | −1  | 41 |                                                |
| 8.  | Haladás                   | 30 | 10 | 9  | 11 | 46–49   | −3  | 39 |                                                |
| 9.  | Budapest HonvédK          | 30 | 9  | 11 | 10 | 38–35   | +3  | 38 |                                                |
| 10. | Kecskeméti TE             | 30 | 10 | 7  | 13 | 50–56   | −6  | 37 |                                                |
| 11. | Lombard PápaÚ             | 30 | 10 | 5  | 15 | 39–50   | −11 | 35 |                                                |
| 12. | Kaposvári Rákóczi         | 30 | 8  | 8  | 14 | 38–50   | −12 | 32 |                                                |
| 13. | Vasas                     | 30 | 8  | 7  | 15 | 39–61   | −22 | 31 |                                                |
| 14. | Paksi FC                  | 30 | 7  | 10 | 13 | 31–44   | −13 | 31 |                                                |
| 15. | Nyíregyháza Spartacus (K) | 30 | 6  | 9  | 15 | 41–60   | −19 | 27 | NB II                                          |
| 16. | Diósgyőr (K)              | 30 | 4  | 5  | 21 | 31–56   | −25 | 17 | NB II                                          |

Forrás: MLSZ adatbank 
A rangsorolás alapszabályai: 1. összpontszám, 2. győzelmek száma, 3. gólkülönbség, 4. szerzett gólok száma, 5. egymás elleni eredmények összpontszáma,  6. egymás elleni eredmények gólkülönbsége, 7. egymás elleni eredmények szerzett góljainak száma, 8. egymás elleni eredmények idegenben szerzett góljainak száma.
Mivel a bajnok Debreceni VSC nyerte 2009–2010-es magyar kupát, így a bajnoki ezüstérmes Videoton a 2010–2011-es Európa-liga 2. selejtezőkörében, míg a kupadöntőt elbukó Zalaegerszegi TE és a Győri ETO a 2010–2011-es Európa-liga 1. selejtezőkörében jogosult indulni.
(B): Bajnokcsapat, (K): Kieső csapat, (F): Feljutó csapat, (I): Kupainduló, (R): A rájátszás győztese, (KGY): Kupagyőztes

#### Az eredmények összesítése
Az alábbi táblázatban összesítve szerepelnek a Budapest Honvéd FC 2009/10-es bajnokságban elért eredményei.
| Ősz/tavasz (forduló)    | Otthon | Otthon | Otthon | Otthon | Otthon | Otthon | Otthon | Idegenben | Idegenben | Idegenben | Idegenben | Idegenben | Idegenben | Idegenben |
| Ősz/tavasz (forduló)    | M      | GY     | D      | V      | LG–KG  | GK     | P      | M         | GY        | D         | V         | LG–KG     | GK        | P         |
| ----------------------- | ------ | ------ | ------ | ------ | ------ | ------ | ------ | --------- | --------- | --------- | --------- | --------- | --------- | --------- |
| Őszi szezon (1–15.)     | 8      | 1      | 3      | 4      | 10–13  | –3     | 6      | 7         | 2         | 2         | 3         | 6–9       | –3        | 8         |
| Tavaszi szezon (16–30.) | 7      | 3      | 4      | 0      | 11–4   | +7     | 13     | 8         | 3         | 2         | 3         | 11–9      | +2        | 11        |
| Összesen (1–30.)        | 15     | 4      | 7      | 4      | 21–17  | +4     | 19     | 15        | 5         | 4         | 6         | 17–18     | –1        | 19        |

#### Helyezések fordulónként
| Forduló  | 1  | 2 | 3 | 4  | 5  | 6  | 7  | 8  | 9  | 10 | 11 | 12 | 13 | 14 | 15 | 16 | 17 | 18 | 19 | 20 | 21 | 22 | 23 | 24 | 25 | 26 | 27 | 28 | 29 | 30 |
| -------- | -- | - | - | -- | -- | -- | -- | -- | -- | -- | -- | -- | -- | -- | -- | -- | -- | -- | -- | -- | -- | -- | -- | -- | -- | -- | -- | -- | -- | -- |
| Helyszín | O  | I | O | I  | O  | I  | O  | I  | O  | O  | I  | O  | I  | O  | I  | I  | O  | I  | O  | I  | O  | I  | O  | I  | I  | O  | I  | O  | I  | O  |
| Eredmény | GY | V | V | V  | D  | V  | V  | GY | V  | D  | D  | V  | GY | D  | D  | V  | GY | V  | D  | GY | D  | D  | GY | GY | D  | D  | GY | D  | V  | GY |
| Helyezés | 3  | 8 | 9 | 12 | 14 | 15 | 15 | 13 | 15 | 15 | 15 | 16 | 14 | 14 | 14 | 14 | 14 | 14 | 14 | 13 | 14 | 13 | 12 | 12 | 11 | 10 | 9  | 9  | 9  | 9  |

Helyszín: O = Otthon; I = Idegenben. Eredmény: GY = Győzelem; D = Döntetlen; V = Vereség.

### Magyar kupa
| 4. forduló 2009. október 7. 15:00 |

| Dunakanyar-Vác                  | 0 – 2               | Budapest Honvéd |
| ------------------------------- | ------------------- | --------------- |
| Gulyás 59' Benke 80' Albert 88' | (0 – 1) Jegyzőkönyv | Bajner 14' 81'  |

| Ligeti Stadion, Vác Nézőszám: 500 Játékvezető: Takács János (magyar) |

| 5. forduló Első mérkőzés 2009. október 20. 14:30 |

| Szolnoki MÁV                                                                  | 4 – 1               | Budapest Honvéd                           |
| ----------------------------------------------------------------------------- | ------------------- | ----------------------------------------- |
| Nagy 11' (öngól) Csehi 13' Hevesi-Tóth 40' Tóth 65' Belényesi 80′ Bardi 90+1' | (3 – 1) Jegyzőkönyv | Abraham 41' Cséke 19' Hajdú 19' Macko 89' |

| Tiszaligeti stadion, Szolnok Nézőszám: 500 Játékvezető: Németh Ádám (magyar) |

| 5. forduló Visszavágó 2009. október 27. 18:00 |

| Budapest Honvéd                                                               | 3 – 0               | Szolnoki MÁV                             |
| ----------------------------------------------------------------------------- | ------------------- | ---------------------------------------- |
| Diego 7' Abraham 64' Macko 87' Moreira 4' Vukmir 56' Benjamin 59′ Hajdú 90+2' | (1 – 0) Jegyzőkönyv | Pető 21' Tóth 48' Kotula 65' Hegedűs 68′ |

| Bozsik József Stadion, Budapest Nézőszám: 800 Játékvezető: Farkas Ádám (magyar) |

- Idegenben lőtt góllal a Budapest Honvéd FC jutott tovább.

| Negyeddöntő Első mérkőzés 2009. november 17. 18:00 |

| Budapest Honvéd          | 1 – 1               | Győri ETO                                          |
| ------------------------ | ------------------- | -------------------------------------------------- |
| Moreira 65' Palásthy 85' | (0 – 0) Jegyzőkönyv | Alekszidze 70' 84' Fehér 44' Šupić 87' Józsi 90+3' |

| Bozsik József Stadion, Budapest Nézőszám: 500 Játékvezető: Szabó Zsolt (magyar) |

| Negyeddöntő Visszavágó 2009. november 25. 17:00 |

| Győri ETO                                 | 0 – 1               | Budapest Honvéd                         |
| ----------------------------------------- | ------------------- | --------------------------------------- |
| Kink 23' Babić 35' Stanišić 64' Fehér 82' | (0 – 1) Jegyzőkönyv | Diego 9' Vukmir 22' Macko 32' Hajdú 59' |

| ETO Park, Győr Nézőszám: 2 000 Játékvezető: Solymosi Péter (magyar) |

| Elődöntő Első mérkőzés 2010. március 23. 18:00 |

| Budapest Honvéd                    | 1 – 1               | Debreceni VSC         |
| ---------------------------------- | ------------------- | --------------------- |
| Abraham 88' Horváth 45' Vukmir 66' | (0 – 0) Jegyzőkönyv | Szilágyi 81' Kiss 80' |

| Bozsik József Stadion, Budapest Nézőszám: 1 000 Játékvezető: Iványi Zoltán (magyar) |

| Elődöntő Visszavágó 2010. április 13. 18:00 |

| Debreceni VSC                                      | 2 – 1               | Budapest Honvéd                                           |
| -------------------------------------------------- | ------------------- | --------------------------------------------------------- |
| Yannick 34' Laczkó 85' 90' Bodnár 58' Mészáros 87' | (1 – 0) Jegyzőkönyv | Abraham 83' Macko 39' Palásthy 49' Akassou 53' Tavars 90' |

| Oláh Gábor utcai stadion, Debrecen Nézőszám: 1 500 Játékvezető: Vad II. István (magyar) |

### Ligakupa

#### Középdöntő (A csoport)
| 1. forduló 2010. február 16. 14:00 |

| Budapest Honvéd           | 1 – 1               | Nyíregyháza Spartacus                    |
| ------------------------- | ------------------- | ---------------------------------------- |
| Palásthy 90+2' Vukmir 87' | (0 – 0) Jegyzőkönyv | Davidov 47' 8' Miskolczi 41' Andorka 88' |

| Bozsik József Stadion, Budapest Játékvezető: Vad II. István (magyar) |

| 2. forduló 2010. február 23. 14:30 |

| Videoton                                                                  | 2 – 0               | Budapest Honvéd             |
| ------------------------------------------------------------------------- | ------------------- | --------------------------- |
| Horváth G. 43' Sándor Gy. 78' Elek Á. 23' Farkas B. 73' Milanović, D. 31′ | (1 – 0) Jegyzőkönyv | Macko, V. 43' Botis, S. 70' |

| Sóstói Stadion, Székesfehérvár Játékvezető: Szilasi Szabolcs (magyar) Asszisztensek: Lemon Oszkár Huszár Balázs |

| 3. forduló 2010. március 10. 18:00 |

| Debreceni VSC                 | 2 – 1               | Budapest Honvéd |
| ----------------------------- | ------------------- | --------------- |
| Rezes 2' Bodnár 60' Lucas 44' | (1 – 1) Jegyzőkönyv | Palásthy 40'    |

| Oláh Gábor utcai stadion, Debrecen Játékvezető: Berger József (magyar) |

| 4. forduló 2010. március 17. 13:00 |

| Nyíregyháza Spartacus | 0 – 5               | Budapest Honvéd                         |
| --------------------- | ------------------- | --------------------------------------- |
|                       | (0 – 3) Jegyzőkönyv | Freud 8' 43' Bojtor 32' 78' Frizoni 89' |

| Nyíregyháza Városi Stadion, Nyíregyháza Játékvezető: Gaál Gyöngyi (magyar) |

| 5. forduló 2010. március 31. 16:00 |

| Budapest Honvéd            | 1 – 1               | Videoton                   |
| -------------------------- | ------------------- | -------------------------- |
| Palásthy N. 71' Sós M. 79' | (0 – 1) Jegyzőkönyv | Lelkes P. 13' Sötét D. 55′ |

| Bozsik József Stadion, Budapest Játékvezető: Ring György (magyar) |

| 6. forduló 2010. április 7. 14:00 |

| Budapest Honvéd        | 0 – 2               | Debreceni VSC       |
| ---------------------- | ------------------- | ------------------- |
| Lengyel 20' Vernes 25' | (0 – 0) Jegyzőkönyv | Angyal 49' Bíró 83' |

| Bozsik József Stadion, Budapest |

#### Az A csoport végeredménye
| Csapat                | M | Gy | D | V | G+ | G– | Gk  | P  |
| --------------------- | - | -- | - | - | -- | -- | --- | -- |
| Debreceni VSC         | 6 | 5  | 1 | 0 | 17 | 4  | +13 | 16 |
| Videoton              | 6 | 3  | 2 | 1 | 7  | 5  | +2  | 11 |
| Budapest Honvéd       | 6 | 1  | 2 | 3 | 8  | 8  | 0   | 5  |
| Nyíregyháza Spartacus | 6 | 0  | 1 | 5 | 2  | 17 | –15 | 1  |

### Szuperkupa
| 2009. július 18. 19:00 |

| Debreceni VSC                                                | 1 – 0                         | Budapest Honvéd        |
| ------------------------------------------------------------ | ----------------------------- | ---------------------- |
| Szilágyi 83' Mohl 15' Nagy 21' Komlósi 72' Spitzmüller 90+2' | (0 – 0) Jegyzőkönyv Részletek | Diego 20' Benjamin 75′ |

| Révész Géza utca, Siófok Nézőszám: 1 000 Játékvezető: Andó-Szabó Sándor (magyar) |

### Európa-liga
3. selejtezőkör
| Első mérkőzés 2009. július 30. 20:45 |

| Fenerbahçe                                    | 5 – 1 | Budapest Honvéd          |
| --------------------------------------------- | ----- | ------------------------ |
| Roberto Carlos 13' Alex 13' Güiza 30' 40' 61' |       | Zsolnai 78' Benjamin 16' |

| Şükrü Saracoğlu Stadion, Isztambul Játékvezető: Knut Kircher (német) |

| Visszavágó 2009. augusztus 6. 20:00 |

| Budapest Honvéd         | 1 – 1 | Fenerbahçe           |
| ----------------------- | ----- | -------------------- |
| Fritz 86' Debreceni 15' |       | Santos 9' Bilica 31′ |

| Bozsik József Stadion, Budapest Játékvezető: Paul Allaerts (belga) |

## Külső hivatkozások
- A csapat hivatalos honlapja
- A Magyar Labdarúgó Szövetség honlapja, adatbankja